# Hans-Jürgen Wittkamp
Hans-Jürgen Wittkamp (* 23. července 1947, Gelsenkirchen) je bývalý německý fotbalista, obránce a záložník.

## Fotbalová kariéra
Hrál za týmy FC Schalke 04, Borussia Mönchengladbach a SpVgg Erkenschwick. V bundeslize nastoupil v 280 utkáních a dal 59 gólů. Třikrát vyhrál s Borussií Mönchengladbach bundesligu a v roce 1973 pohár. V roce 1975 vyhrál s Borussií Mönchengladbach Pohár UEFA. V Poháru mistrů evropských zemí nastoupil ve 25 utkáních a dal 4 góly, v Poháru vítězů pohárů nastoupil v 6 utkáních a dal 1 gól a v Poháru UEFA nastoupil ve 12 utkáních.

## Ligová bilance
| Ročník                               | Zápasy | Góly | Klub                     |
| ------------------------------------ | ------ | ---- | ------------------------ |
| Německá fotbalová Bundesliga 1967/68 | 26     | 12   | FC Schalke 04            |
| Německá fotbalová Bundesliga 1968/69 | 29     | 7    | FC Schalke 04            |
| Německá fotbalová Bundesliga 1969/70 | 26     | 6    | FC Schalke 04            |
| Německá fotbalová Bundesliga 1970/71 | 20     | 5    | FC Schalke 04            |
| Německá fotbalová Bundesliga 1971/72 | 29     | 6    | Borussia Mönchengladbach |
| Německá fotbalová Bundesliga 1972/73 | 11     | 2    | Borussia Mönchengladbach |
| Německá fotbalová Bundesliga 1973/74 | 14     | 3    | Borussia Mönchengladbach |
| Německá fotbalová Bundesliga 1974/75 | 29     | 6    | Borussia Mönchengladbach |
| Německá fotbalová Bundesliga 1975/76 | 34     | 5    | Borussia Mönchengladbach |
| Německá fotbalová Bundesliga 1976/77 | 33     | 5    | Borussia Mönchengladbach |
| Německá fotbalová Bundesliga 1977/78 | 29     | 2    | Borussia Mönchengladbach |
| CELKEM německá bundesliga            | 280    | 59   |                          |